# Hernán López Muñoz
Hernán López Muñoz (Villa del Parque, 7 settembre 2000) è un calciatore argentino, centrocampista dell'Argentinos Juniors, in prestito dai S.J. Earthquakes.

## Biografia
È pronipote di Diego Armando Maradona.

## Caratteristiche tecniche
Giocatore mancino, brevilineo, rapido e di baricentro basso come suo zio, preferisce giocare da trequartista o da enganche, come dicono in Argentina. Abile nel battere calci piazzati è un giocatore di qualità discreta.

## Carriera
López Muñoz è stato acquistato dal River Plate nel 2014 proveniente dal settore giovanile dell'Argentinos Juniors. Ha esordito in prima squadra il 7 aprile 2019 nell'ultima giornata di Primera División persa 3-2 contro il Tigre, dove ha realizzato la rete del momentaneo 2-2.
Il 17 febbraio 2021 è stato ceduto in prestito al Central Córdoba (SdE) con l'obiettivo di maturare esperienza in prima divisione. Il 17 agosto successivo ha tuttavia subito la rottura del legamento crociato anteriore destro che ne ha chiuso anticipatamente la stagione.
Il 31 dicembre 2022 è stato prestato al Godoy Cruz con opzione di acquisto definitivo. Le buone prestazioni hanno portato al riscatto della metà del cartellino del giocatore il 16 agosto 2023.

## Statistiche

### Presenze e reti nei club
Statistiche aggiornate al 5 gennaio 2024.
| Stagione        | Squadra               | Campionato      | Campionato | Campionato | Coppe nazionali | Coppe nazionali | Coppe nazionali | Coppe continentali | Coppe continentali | Coppe continentali | Altre coppe | Altre coppe | Altre coppe | Totale | Totale | Totale |
| Stagione        | Squadra               | Comp            | Pres       | Reti       | Comp            | Pres            | Reti            | Comp               | Pres               | Reti               | Comp        | Pres        | Reti        | Pres   | Reti   |        |
| --------------- | --------------------- | --------------- | ---------- | ---------- | --------------- | --------------- | --------------- | ------------------ | ------------------ | ------------------ | ----------- | ----------- | ----------- | ------ | ------ | ------ |
| 2018-2019       | River Plate           | PD              | 1          | 1          | CA+CS           | 0               | 0               | CL                 | 0                  | 0                  |             | -           | -           | 1      | 1      |        |
| 2021            | Central Córdoba (SdE) | PD              | 3          | 0          | CA+CdL          | 0+6             | 0               |                    | -                  | -                  |             | -           | -           | 9      | 0      |        |
| 2022            | Central Córdoba (SdE) | PD              | 21         | 4          | CA+CdL          | 0               | 0               |                    | -                  | -                  |             | -           | -           | 21     | 4      |        |
| 2023            | Godoy Cruz            | PD              | 21         | 3          | CA+CdL          | 2+15            | 0+2             |                    | -                  | -                  |             | -           | -           | 38     | 5      |        |
| Totale carriera | Totale carriera       | Totale carriera | 46         | 8          |                 | 23              | 2               |                    | 0                  | 0                  |             | -           | -           | 69     | 10     |        |